# Festival bunjevački’ pisama 2013.
Festival bunjevački’ pisama 2013. bio je trinaesto izdanje tog festivala. 
Festival se održao 29. rujna 2013. u sportskoj dvorani Srednje tehničke škole „Ivan Sarić" u Subotici u 20 sati. Organizirala ga je Hrvatska glazbena udruga «Festival bunjevački’ pisama».
Predsjednik Organizacijskog odbora Festivala bio je prim. dr. Marko Sente.
Ove je godine izostao je revijalni dio programa. 
Izvođače je pratio festivalski orkestar kojim je dirigirala prof. Mira Temunović.
Festival su medijski pokrivali: Radio Subotica, Televizija K23, NIU „Hrvatska riječ“, Tehnix Studio i Cro Media.
Stručno prosudbeno povjerenstvo bili su:  
Nastupilo je 13 izvođača koje su izveli tamburaški sastavi i solisti iz Subotice i okolice, te iz Sombora. Pjesme su bile izvedene ovim redom: 
Po ocjeni strukovnih sudaca za glazbu, pobijedila je pjesma: „Pisme stare“ (tekst i glazba Snežana Kujundžić), koju je izvela Tamara Babić. Drugu nagradu strukovnih sudaca dobila je skladba koju su osvojil Miran Tikvicki i Marko Parčetić, autori glazbe za pjesmu „Svirajte mi tamburaši“.  Treću nagradu dobila je skladba Josipa Franciškovića, autora glazbe za pjesmu „Samo moja“, koju je izveo ansambl „Biseri“. 
Najbolja pjesma po izboru publike: Miran Tikvicki i Marko Parčetić, autori glazbe za pjesmu „Svirajte mi tamburaši“, koju su izveli Tamburaški sastav „Klasovi“ i Marko Križanović. Marko Križanović je prvi put nastupio kao vokalni solist, inače je član Festivalskog orkestra.
Nagrada za najbolji do sada neobjavljeni tekst: „Pisme stare“ (tekst i glazba Snežana Kujundžić), koju je izvela Tamara Babić.
Nagrada za najbolji aranžman: Miranu Tikvickom, za pjesmu „Svirajte mi tamburaši“.
Nagrada stručnog žirija za najbolju interpretaciju: ansambl „Ravnica“ za interpretaciju pjesme „Prijatelju moj“, za koju je tekst i glazbu napisao Nikola Jaramazović.
Nagrada za najboljeg debitanta: Martina Stantić i Davor Ševčić, koji su izveli pjesmu „Poklonjen san“. 
Održavanje su pomogli: Veleposlanstvo Republike Hrvatske u Republici Srbiji, Ministarstvo kulture i informiranja Republike Srbije, Grad Subotice, Pokrajinsko tajništvo za obrazovanje, upravu i nacionalne zajednice, Hrvatsko nacionalno vijeće, Zavod za kulturu vojvođanskih Hrvata i Hrvatska čitaonica te brojni sponzori.

## Vanjska poveznica
- 13. Festival Bunjevački pisama  Arhivirana inačica izvorne stranice od 25. ožujka 2021. (Wayback Machine), Bojana Jurić, subotica.info, 30. rujna 2013.